# グリーンランド人のサガ
グリーンランド人のサガ（グリーンランドじんのサガ、古ノルド語：Grœnlendinga saga、アイスランド語：Grænlendinga saga）はサガの一つ。アイスランド人のサガに分類される。

## 概要
『グリーンランド人のサガ』は、『赤毛のエイリークのサガ』とともに、ノース人によるアメリカ大陸の植民地化の二大文献史料の一つに数えられる。これら2つのサガは「ヴィンランド・サガ」と呼ばれており、赤毛のエイリークとその追随者のグリーンランド植民、それにエイリークの子供達とソルフィン・カルルセフニによる数度の西方探検が描かれている。
このサガは14世紀後半のフラート島本に保存されており、13世紀に最初に書かれたと言われている。描かれている事件は970年から1030年頃のものである。このサガは空想的な部分もあるが、ある程度は真実が含まれていると考えられている。作中に『赤毛のエイリークのサガ』の言及があるため、『赤毛のエイリークのサガ』のあとに成立したものと考えられる。
『グリーンランド人のサガ』を日本語に訳した北欧文学者谷口幸男は、本作を『赤毛のエイリークのサガ』とくらべて、「叙述は末期のサガの特徴とされる人物描写の誇張が見られ、文章は説明的で、全体として真実味に欠け、平板類型的で面白みに欠ける」としている。

## あらすじ

### グリーンランド植民

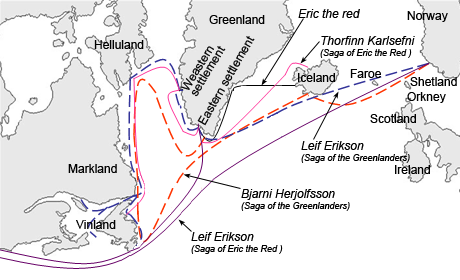
『赤毛のエイリークのサガ』、『グリーンランド人のサガ』で述べられているヴィンランド、ヘッルランド、マルクランドへの航路予想図

エイリークとその父ソルヴァルド・アスヴァルズソン（Þorvaldr Ásvaldsson）は殺人を理由にノルウェーからアイスランドへ移住する。エイリークはそこでショーズヒルドを妻に娶ったが、彼はまた問題をおこし、集会でアイスランドから追放されてしまう。そこでエイリークは西へ向かい、グンビョルン・ウルフソン（Gunnbjörn Ulfsson）という名の男が前に流されたときに見つけたという島を探すことにした。
エイリークはスナイフェルスヨークトル山のふもとから出帆し、氷河に覆われた陸地の岸に着いた。その岸に沿って南下し、定住可能な土地を探した。2年の探検の後、彼はアイスランドに帰り見つけた陸地を報告し、グリーンランドと名付けた。名前の理由は、良い名前のほうが人々を引きつけられるだろうから、という。
アイスランドで一冬を越した後、エイリークはもう一度グリーンランドに植民するため出帆する。この探検では30艘の船で出発したが14艘しかグリーンランドに到達することは出来なかった。エイリークはグリーンランド南西部のブラッターフリーズ（Brattahlid）に住み、そこで尊敬される指導者となった。ショーズヒルドとエイリークはレイフ、ソルヴァルド、ソルステインの三人の息子とフレイディースという娘をもうけた。

### ビャルニの航海
ビャルニ・ヘルヨルフソン（Bjarni Herjolfsson）という男はノルウェーと父のいるアイスランドで一年毎に交互に冬を越していた。ある夏にアイスランドに着き、父親がグリーンランドに移住したことを知ると、父についていくことにした。しかし、彼はこれは危険な航海になるだろうと感じていた。彼とその乗組員はまだ誰もグリーンランドの海へ行ったことがなかったからだ。
アイスランドから船出して3日後、ビャルニは北風と霧の悪天候に見舞われ、進路を見失ってしまった。何日か悪い天気が続いたがその後また太陽が輝きだし、ビャルニは森に覆われた陸地に到達した。これはグリーンランドではない、と判断したビャルニは錨を下ろさずそのまま出発した。ビャルニはさらに2つの島を見つけたがどちらも彼が聞いていたグリーンランドの特徴に合わなかったので、乗組員は上陸したいと望んだが錨を下ろさなかった。最後にグリーンランドに到着し、ビャルニはそこに定住した。
ビャルニの話は『グリーンランド人のサガ』のみに見られる描写である。ビャルニは『赤毛のエイリークのサガ』には登場せず、そちらではレイフがヴィンランドの発見者とされている。

### レイフの探検

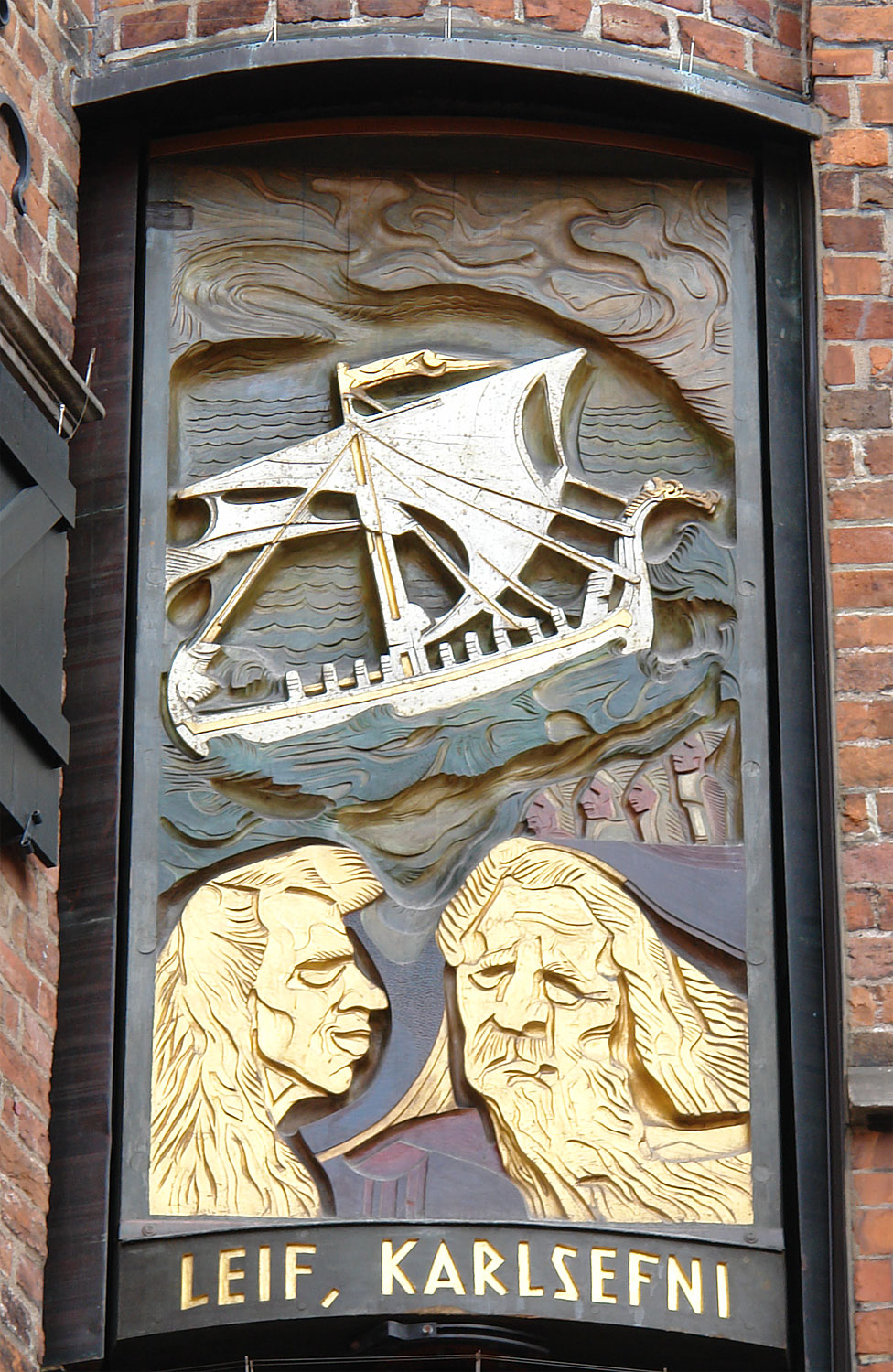
ベルハルト・ホエトガー（Bernhard Hoetger）によるレイフとカルルセフニのパネル（1934年制作）。ブレーメン、ブッシャーシュトラーセ（Böttcherstraße）のグロッケンシュピールの家の一つ。

レイフ・エリクソンはビャルニが発見した陸地に興味を示し、彼から船を買う。35人の乗組員を雇い、父エイリークに西方への航海のリーダーになって欲しいと頼む。しかしエイリークは乗り気ではなく、加齢を理由に一旦断るが最終的に折れる。船に乗り込む前に乗馬が転んでエイリークは落馬し、足を負傷する。これを凶兆と考えたエイリークは「今住んでいる土地より多くの土地を発見することはわしには望めなくなった」と言い、かわりにレイフが探検を指揮することになる。
ブラッターヒルズから出帆したレイフと乗組員はビャルニが先に見つけた島々を発見するが、見つけた順番は逆だった。最初に彼らは氷に覆われた陸地にたどり着き、上陸してあまり魅力的な土地ではないと判断する。レイフはこの島をヘッルランド（Helluland、平石の国）と名付けた。さらに航海を続け、森と白い砂浜の陸地を発見した。この島にマルクランド（Markland、森の国）と名づけ、錨をあげた。
その後、北東の風に乗って2日間航海を続け、ついに定住しやすそうな陸地を発見した。地味がとてもよく、冬に霜も降りないので家畜の飼葉に苦労する心配もなさそうだった。彼らはここで冬越えをすることに決めた。
レイフたちは土地を探検し、ブドウを見つけた。このヴィンランドのブドウに関する記述は大いに熟考を要する。彼らが野生のブドウを大量に見つけられるほど南下したとは考えにくい。一方でブレーメンのアダムは11世紀にヴィンランドのブドウについて言及しているので、ブドウの話がつくり話だとしたらかなり古い段階で作られたものである。「ブドウの木を切った」という記述から見て、ノース人はおそらくブドウにあまり見慣れていなかったのだろう。彼らが他の果物、たとえばグーズベリー（古ノルド語：vínber、「ワインの実」の意）をブドウと間違えたことも大いに有り得る。レイフはこの土地をヴィンランド（ワインの国）と名付けた。グリーンランドの帰途に着く途中、レイフは難破したノース人の一団を救いだす。このことから、彼は幸福なレイフ（Leifr heppni）と呼ばれるようになった。

### ソルヴァルドの探検
レイフの航海はブラッターフリーズで広く評判となり、レイフの弟ソルヴァルド・エリクソン（Þorvaldr Eiríksson）はヴィンランドはまだ十分に探索されていないと考えた。そこでレイフは彼に新しい航海のために船を提供し、ソルヴァルドもそれを受け入れた。30人の乗組員を引き連れ、ソルヴァルドはヴィンランドに到達し、レイフが以前来たときに冬越え用に建てた小屋を見つけた。ソルヴァルドたちはそこで冬を越し、魚をとって飢えをしのいだ。
春になるとソルヴァルドは西部の探検を始めた。納屋をひとつ見つけた以外、人の気配は見つけられなかった。冬になると小屋に戻り、そこで越冬した。次の夏にソルヴァルドは小屋の東部と南部を探検した。そして素晴らしい、樹木に覆われた地域に上陸した。農業に適した地で、ソルヴァルドはそこに定住しようと考えたが、そのとき先住民（ノース人にはスクレリングと呼ばれた）の乗るカヤックの集団に遭遇する。逃げるスクレリングを殺害し、岬に戻ると先住民の集落を見つけた。先住民は大軍勢を連れて戻り、ソルヴァルド達を攻撃してきた。スクレリングは投射物を投げつけ、ひとしきり投げ終わると逃げた。この時ソルヴァルドは致命傷を受けて死に、ヴィンランドで埋葬された。他の乗組員はグリーンランドに帰っていった。

### ソルステイン
ソルステイン・エリクソンはソルヴァルドの亡骸をもとめてヴィンランドに行くことを決めた。またレイフ、ソルヴァルドのときと同じ船が用意され、妻グズリーズ・ソルビャルナルドーティルと25人の乗組員を乗せて出帆した。しかしこの航海ではヴィンランドに到達することはできず、ひと夏中海をさまよったのちグリーンランドに帰ってきた。その冬にソルステインは病に倒れて死んだが、その夜彼の死体が突然起き上がり、「グズルーズはアイスランド人と結婚し、長く裕福な生活を送るだろう」と予言して倒れた。その後、ソルステインの死体は埋葬された。

### カルルセフニの探検
ソルステインが埋葬された夏、ノルウェーからグリーンランドにソルフィン・カルルセフニの船が到着した。彼は裕福な男で、グズルーズに恋をして彼女と結婚する。カルルセフニは妻と他の人々からヴィンランドへの航海を勧められる。彼は承諾し、60人の男性と5人の女性を雇い入れる。カルルセフニの船団はレイフとソルヴァルドの小屋に無事到着し、良好な状態で冬を越す。
次の夏、毛皮を持ったスクレリングの一団が交易にやってくる。先住民は武器を欲しがるが、カルルセフニは武器を交換することを禁じる。かわりにスクレリングに牛乳をすすめ、交易は成功する。
2度目の冬のはじめにスクレリングが2度目の交易にやってくる。このときカルルセフニの仲間の一人が、ノース人の武器に手を伸ばしたスクレリングを殺す。スクレリングたちは逃げ出すが、カルルセフニは先住民が怒って大勢で戻ってくると予想し、戦闘の準備をする。スクレリングがもどってきてノース人と戦闘になる。カルルセフニは残りの冬はそこにとどまり、次の春にグリーンランドに帰還する。ヴィンランドにいる間に、カルルセフニとグズルーズはスノッリ・ソルフィンズソンをもうける。

### フレイディースの探検
こんどはエイリークの娘フレイディース・エリクスドッティル（Freydís Eiríksdóttir）が富と名誉目当てにヴィンランドへの旅に出かける。彼女はヘルギ(Helgi)とフィンボギ(Finnbogi)という2人のアイスランド人に一緒にヴィンランドへ行って、利益を折半しようと持ちかける。2人は同意し、フレイディースと2人がそれぞれ30人ずつ船に乗せることを決めるが、彼女は取り決めをやぶって5人余分に乗せる。
ヴィンランドに着くと、フレイディースは2人を裏切り、寝込みを襲って2人とその仲間を殺す。そして彼女は自分の仲間がやろうとしなかったので敵の5人の女性を自らの手で殺害する。フレイディースは乗組員に自分がやったことを誰にも漏らすな、漏らしたら殺すと脅す。1年後、彼女はグリーンランドに帰り、ヘルギとフィンボギはヴィンランドに留まることを選んだのだと説明する。
しかし秘密は漏れ、フレイディースの殺人がレイフの耳にも届く。彼は航海から帰った3人の男を捕らえ、本当のことを話すまで拷問する。真相を聴いたレイフは彼女を罰しなかったが、「あれ（フレイディース）の子孫はけして栄えることはないと予言できる。」と言う。実際、彼女の子孫からは良いことが聞かれなかったという。

### 終わり
カルルセフニは探検で十分な利益を得て、その後彼は妻や子と共にアイスランドに定住した。彼らは子宝に恵まれ、その子孫からはアイスランドの司教が出たほどであった。サガは自らの信憑性を主張するかのように、次のような言葉で締められている。
彼（カルルセフニ）はすぐれたたくさんの子宝に恵まれた。そしてカルルセフニがわずかばかり語られているこれらすべての旅行について誰よりもよく物語ったのである。